# Xã Berlin, Quận Knox, Ohio
Xã Berlin (tiếng Anh: Berlin Township) là một xã thuộc quận Knox, tiểu bang Ohio, Hoa Kỳ. Năm 2010, dân số của xã này là 1.738 người.